# 尼氏若花鱂
尼氏若花鱂，為輻鰭魚綱鯉齒目鯉齒亞目花鳉科的其中一種，分布於中美洲墨西哥de Salina河流域，體長可達3.5公分，屬雜食性，生活習性不明。

## 擴展閱讀
維基物種上的相關：尼氏若花鱂